# Herluinus van Montreuil
Herluinus van Montreuil was graaf van Montreuil-sur-Mer van 926 tot 945.

## Levensloop
In 926 sneuvelde graaf Helgaudus van Montreuil, toen hij aan de zijde van koning Rudolf van Frankrijk streed tegen Rollo van Normandië. De nieuwe graaf, zijn oudste zoon Herluinus, schikte zich noodgedwongen naar Normandië. Om deze reden werd hij in 929 belegerd door Herbert II van Vermandois en Hugo de Grote, maar Montreuil doorstond het beleg.
In 939 werd Herluinus alsnog verdreven door Arnulf I van Vlaanderen en Æthelstan van Engeland. Hij vluchtte naar zijn bondgenoot, Willem I van Normandië. Prompt stelde Willem een leger samen waarmee Montreuil heroverd werd. Arnulf nodigde Willem uit voor een overleg in Picquigny (942). De bespreking leverde echter niets op en aan het einde zagen Arnulfs mannen een kans om Willem te vermoorden.
Het plotse wegvallen van Willem bracht Herluinus in het kamp van de koning. Bij deze overstap beleende Lodewijk IV van Frankrijk hem trouwens met Amiens (943). Arnulf I van Vlaanderen probeerde nog snel Montreuil te bemachtigen, maar dat werd succesvol verdedigd door Herluinus' zoon. Op aandringen van koning Lodewijk verzoende Arnulf zich weer met Herluinus.
Normandië was tijdelijk gedestabiliseerd maar genoot de steun van Harald Blauwtand, de koning van Denemarken. Op 13 juli 945 troffen de Deense en Franse troepen elkaar. De veldslag eindigde in een Deense overwinning. Herluinus sneuvelde, koning Lodewijk werd gevangen genomen. Herluinus' zoon Rogier werd de nieuwe graaf van Montreuil; Amiens werd in leen gegeven aan Wouter I van Vexin.